# 史省夫人
史省夫人（?—?），朝鮮三國時代新羅第5代君主婆娑尼師今的夫人。
史省王后是許婁葛文王的女儿，嫁给了婆娑尼師今。生子朴祗摩。婆娑王三十三年（112年），婆娑王將死，遺言让儿子祗摩繼位。即新羅第6代君主祗摩尼師今。

## 家族
- 父亲：許婁葛文王
- 丈夫：5代王婆娑尼師今
- 儿子：6代王祇摩尼師今
- 孙女：內禮夫人朴氏，8代王阿達羅尼師今的夫人